# Tatiana Maslany
Tatiana Gabriele Maslany, née le 22 septembre 1985 à Regina (Saskatchewan), est une actrice canadienne.

## Biographie

### Jeunesse et formation
Tatiana Maslany nait à Regina, au Canada, d'une mère traductrice, Renate, et d'un père menuisier, Daniel. Elle a deux frères plus jeunes, dont l'acteur Daniel Maslany. Elle a des origines allemandes, autrichiennes, polonaises, roumaines et ukrainiennes et commence à danser à l'âge de quatre ans. Elle suit ses études secondaires à la Dr. Martin LeBoldus High School (en) à Regina dont elle sort diplômée en 2003.

### Carrière
Tatiana Maslany était l'une des actrices principales dans la série canadienne 2030 CE. Elle est apparue en tant que Ghost dans le film Ginger Snaps : Résurrection. Elle a fait du théâtre improvisé et est devenue depuis membre du General Fools Improvisational Theatre.
En 2007, elle apparaît dans Les Messagers en tant que Lindsay Rollins. Elle a également joué dans la série de CBC Heartland où elle joue une coureuse de baril, Kit Bailey, avec son cheval Daisy.
En 2008, elle obtient un rôle récurrent dans la série Ma vie de star. Elle tient également le rôle principal dans le film de la chaîne Hallmark, Contre tout l'or du monde. En septembre de cette même année, elle joue dans la série canadienne Flashpoint.
En 2010, elle apparaît dans les séries Les Vies rêvées d'Erica Strange et The Nativity, ainsi que dans le film Hardwired.
Elle apparaît dans Grown Up Movie Star en tant que Ruby, un rôle qui lui vaut le prix de « breakout role award » au festival du film de Sundance de 2010. Elle joue également dans la série The Listener.
Fin 2011, elle apparaît dans le film Une proie certaine en compagnie de Mark Harmon, l'acteur principal de NCIS : Enquêtes spéciales. Elle obtient enfin un petit rôle dans le film Je te promets avec Rachel McAdams et Channing Tatum.
De 2013 à 2017, elle incarne Sarah Manning, le personnage principal de la série télévisée Orphan Black (diffusée sur BBC America et Space, puis sur Numéro 23 en France), ainsi que tous ses clones. Sa capacité à jouer plusieurs personnages en même temps lui vaut de nombreuses critiques positives, et une nomination aux Emmy Awards 2015 dans la catégorie « meilleure actrice dans une série dramatique ». En 2016, elle remporte l'Emmy Awards de la meilleure actrice de série dramatique. Elle considère Orphan Black comme « l'un des plus grands challenges auquel j'ai fait face en tant qu'actrice ».
En 2017, on peut la revoir au cinéma aux côtés de Jake Gyllenhaal dans Stronger et l'année suivante dans Destroyer avec Nicole Kidman. En 2020, Tatiana Maslany interprète sœur Alice dans le remake homonyme de la série des années 1960, Perry Mason aux côtés de Matthew Rhys.
Tatiana Maslany a été officiellement confirmée pour tenir le rôle titre dans la minisérie Marvel She-Hulk : Avocate, prévue pour la plate-forme Disney+, aux côtés de Tim Roth dans le rôle d'Emil Blonsky/l'Abomination et Mark Ruffalo dans le rôle de Bruce Banner/Hulk, qui reprennent leurs rôles.

### Vie privée
De 2013 à 2019, elle est en couple avec Tom Cullen. Depuis 2020, elle est en couple avec Brendan Hines avec qui elle se marie en 2022.

## Filmographie

### Cinéma

#### Longs métrages
- 2004 : Ginger Snaps : Résurrection (Ginger Snaps 2 : Unleashed) de Brett Sullivan : Ghost
- 2007 : Les Promesses de l'Ombre (Eastern Promises) de David Cronenberg : Tatiana (voix)
- 2007 : Les Messagers (The Messengers) d'Oxide Pang Chun et Danny Pang : Lindsay Rollins
- 2007 : Late Fragment de Daryl Cloran, Anita Doron et Mateo Guez : India
- 2008 : Chronique des morts-vivants (Diary of the Dead) de George A. Romero : Mary Dexter
- 2008 : Un éclair de génie (Flash of Genius) de Marc Abraham : Kathy adulte
- 2009 : Defendor : héros ou zéro (Defendor) de Peter Stebbings : Olga
- 2009 : Grown Up Movie Star d'Adriana Maggs: Ruby
- 2009 : Hardwired d'Ernie Barbarash : Punk Red
- 2010 : Toiretto de Naoko Ogigami : Lisa
- 2010 : In Redemption de Larry Bauman et Daniel MacDonald : Margaret
- 2011 : Haute tension (The Entitled) d'Aaron Woodley : Jenna
- 2011 : Violet & Daisy de Geoffrey S. Fletcher : April
- 2012 : Je te promets (The Vow) de Michael Sucsy : Lily
- 2012 : Picture Day de Kate Melville : Claire
- 2012 : Blood Pressure de Sean Garrity : Kat Trestman
- 2013 : Cas and Dylan de Jason Priestley : Dylan Morgan
- 2015 : La Femme au tableau (Woman in Gold) de Simon Curtis : Maria Altmann jeune
- 2016 : The Other Half de Joey Klein : Emily
- 2016 : Un ours et deux amants de Kim Nguyen : Lucy
- 2017 : Stronger de David Gordon Green : Erin Hurley
- 2018 : Destroyer de Karyn Kusama : Petra
- 2019 : Pink Wall de Tom Cullen : Jenna
- 2025 : The Monkey d'Oz Perkins : Lois Shelburn

#### Courts métrages
- 2003 : The Recital de Billy Morton : Diana Mills
- 2010 : Up & Down d'Al Mukadam : Une fille
- 2011 : Seven Sins : Lust d'Anita Doron : Une femme (voix)
- 2011 : Darla de Derek Baynham et Chip Hale : Une amie
- 2012 : Waiting For You de Joey Klein
- 2017 : Apart from Everything de Ben Lewis : Fran
- 2018 : Souls of Totality de Richard Raymond : Lady 18 [13]

### Télévision

#### Séries télévisées
- 1997 : Incredible Story Studio : Various
- 2002 - 2003 : 2030 CE : Rome Greyson
- 2005 : Presserebelle.com (Renegadepress.com) : Melaine
- 2006 : Prairie Giant : The Tommy Douglas Story : La réceptionniste
- 2007 : Sabbatical : Gwyneth Marlowe
- 2008 : Would Be Kings: Reese
- 2008 : Ma vie de star (Instant Star) : Zeppelin Dyer
- 2008 : Would Be Kings : Reese
- 2008 : Flashpoint : Penny
- 2008 - 2010 : Heartland : Kit Bailey
- 2009 : The Listener : Hannah Simmons
- 2009 - 2011 : Les Vies rêvées d'Erica Strange (Being Erica) : Sarah Wexlar
- 2010 : Cra$h and Burn : Lindsay
- 2010 : Bloodletting & Miraculous Cures : Janice
- 2010 : The Nativity : La Vierge Marie
- 2011 : Alphas : Tracy Beaumont
- 2012 : Un monde sans fin (World Without End) : Sister Meir
- 2013 - 2017 : Orphan Black : Sarah Manning, Beth Childs, Katja Obinger, Alison Hendrix, Cosima Niehaus, Helena, Rachel Duncan, Tony Sawicki, Krystal Goderitch, Veera Suominen alias Mika, Camila Torres, Danielle Fournier, Lisa Glynn, Miriam Johnson, Aryanna Giordano, Janika Zingler, Jennifer Fitzsimmons
- 2013 : Cracked : Haley Coturno alias Isabel Ann Fergus
- 2013 : Parks and Recreation : Nadia Stasky
- 2013 - 2014 : Captain Cannuck : Redcoat
- 2015 : BoJack Horsman : Mia McKibbin
- 2016 : Robot Chicken : Barbie / Clarice Starling (voix)
- 2018 : Drunk History : Emmeline Pankhurst
- 2018 : Chasseurs de trolls (Trollhunters) : Aja (voix)
- 2018 : Animals. : Sherman
- 2018 - 2019 : Le Trio venu d'ailleurs : Les Contes d'Arcadia (3 Below : Tales of Arcadia) : Aja / Reine Coranda
- 2020 : Perry Mason : Sœur Alice
- 2022 : She-Hulk : Jennifer Walters / She-Hulk
- 2023 : Invitation to a Bonfire : Vera Orlov
- 2023 : Invincible : Telia, Aquaria, Forewoman (voix)

#### Téléfilms
- 2005 : Une vie à l'épreuve (Dawn Anna) d'Arliss Howard : Lauren « Lulu » Dawn Townsend
- 2006 : Deux femmes en danger (Trapped !) de Rex Piano : Gwen Reed
- 2007 : Voleuse de vies (The Robber Bride) de David Evans : Augusta
- 2007 : Booky Makes Her Mark de Peter Moss : Booky (Beatrice Thomson)
- 2007 : Hypnose 2 (Stir of Echoes : The Homecoming) d'Ernie Barbarash : Sammi
- 2008 : Contre tout l'or du monde (An Old Fashioned Thanksgiving) de Graeme Campbell : Mathilda Bassett
- 2011 : Une proie certaine (Certain Prey) de Chris Gerolmo : Clara Rinker

### Clips musicaux
- 2014 : The Lonely Island : Hugs
- 2015 : Son Lux : You Don't Know Me
- 2018 : Son Lux : All Directions

## Distinctions
Les prix Juno 2013 ont lieu à Regina, la ville natale de Tatiana Maslany, qui a été choisie comme une des présentatrices.
| Année | Récompense                        | Catégorie                                                                                 | Œuvre               | Résultat   | Réf.   |
| ----- | --------------------------------- | ----------------------------------------------------------------------------------------- | ------------------- | ---------- | ------ |
| 2009  | Prix Gemini                       | Meilleure actrice dans un rôle d'invité dans une série dramatique                         | Flashpoint          | Lauréat    |        |
| 2010  | Festival du film de Sundance      | Prix spécial du jury pour un drame                                                        | Grown Up Movie Star | Lauréat    | [ 14 ] |
| 2011  | Prix Génie                        | Meilleure actrice dans un rôle principal                                                  | Grown Up Movie Star | Nomination |        |
| 2013  | ACTRA Award                       | Performance féminine exceptionnelle                                                       | Picture Day         | Lauréat    |        |
| 2013  | Critics' Choice Television Awards | Meilleure actrice dans une série télévisée dramatique                                     | Orphan Black        | Lauréat    | [ 15 ] |
| 2013  | TCA Award                         | Accomplissement personnel dans une série dramatique                                       | Orphan Black        | Lauréat    |        |
| 2013  | Young Hollywood Awards            | Meilleure performance féminine                                                            | Orphan Black        | Lauréat    |        |
| 2014  | People's Choice Awards            | Actrice science-fiction/fantaisie préférée                                                | Orphan Black        | Nomination |        |
| 2014  | Golden Globes                     | Meilleure actrice dans une série dramatique                                               | Orphan Black        | Nomination |        |
| 2014  | Satellite Awards                  | Meilleure actrice dans une série télévisée dramatique                                     | Orphan Black        | Nomination |        |
| 2014  | Prix Écrans canadiens             | Meilleure actrice dans un rôle principal dramatique                                       | Orphan Black        | Lauréat    |        |
| 2014  | Prix Écrans canadiens             | Meilleure actrice dans un rôle principal                                                  | Cas and Dylan       | Nomination |        |
| 2014  | ACTRA Award                       | Performance féminine exceptionnelle                                                       | Orphan Black        | Nomination |        |
| 2014  | Vancouver Film Critics Circle     | Meilleure actrice dans un film canadien                                                   | Picture Day         | Nomination |        |
| 2014  | Gracie Awards (en)                | Actrice exceptionnelle dans un rôle de percée                                             | Orphan Black        | Lauréat    |        |
| 2014  | Critics' Choice Television Awards | Meilleure actrice dans une série télévisée dramatique                                     | Orphan Black        | Lauréat    |        |
| 2014  | TCA Awards                        | Accomplissement personnel dans une série dramatique                                       | Orphan Black        | Nomination |        |
| 2014  | Constellation Awards              | Meilleure performance féminine dans un épisode de science fiction à la télévision en 2013 | Orphan Black        | Lauréat    |        |
| 2014  | Constellation Awards              | Contribution Canadienne exceptionnelle à un film ou une série de science fiction en 2013  | Orphan Black        | Lauréat    |        |
| 2015  | Emmy Awards                       | Meilleure actrice dans une série dramatique                                               | Orphan Black        | Nomination |        |
| 2016  | Prix Écrans canadiens             | Meilleure actrice dans un rôle principal dramatique                                       | Orphan Black        | Lauréat    |        |
| 2016  | Emmy Awards                       | Meilleure actrice dans une série dramatique                                               | Orphan Black        | Lauréat    |        |
| 2018  | Critics' Choice Television Awards | Meilleure actrice dans une série télévisée dramatique                                     | Orphan Black        | Nomination |        |
| 2023  | Critics Choice Super Awards       | Meilleure actrice dans une série de super-héros                                           | She-Hulk            | Lauréat    | [ 16 ] |

## Voix francophones
En version française, Tatiana Maslany est doublée entre 2004 et 2011 par diverses actrices comme Karine Foviau dans Ginger Snaps : Résurrection, Adeline Chetail dans Une vie à l'épreuve, Olga Sokolow dans Voleuse de vies, Zaïra Benbadis dans Chronique des morts-vivants et Pascale Chemin dans Haute Tension.
À partir de Hypnose 2, sorti en 2007, Jessica Monceau devient sa voix la plus régulière, la retrouvant dans Parks and Recreation, Je te promets, Cracked, La Femme au tableau ou encore She-Hulk : Avocate. En parallèle, elle est également doublée à deux reprises chacune par Josy Bernard dans Hardwired et Une proie certaine, ainsi que par Audrey d'Hulstère dans Orphan Black et Stronger. À titre exceptionnel, Dorothée Pousséo la double dans Destroyer tout comme Youna Noiret dans Perry Mason et Chloé Berthier dans The Monkey.

### Source
- (en) Cet article est partiellement ou en totalité issu de l’article de Wikipédia en anglais intitulé « Tatiana Maslany » (voir la liste des auteurs).